# Лоскутный переулок
Лоску́тный переу́лок — переулок, существовавший в центре Москвы до 1938 года.
Переулок начинался от Большой Никитской улицы, от ныне несуществующего её участка напротив здания Манежа и шёл до Тверской улицы, до места её слияния с Воскресенской площадью (ныне — площадь Революции), напротив нынешнего здания отеля Four Seasons (ранее до полной реконструкции — гостиницы «Москва»).
В переулке, в месте примыкания его к Тверской улице находилась одна из самых известных гостиниц Москвы — «Лоскутная». Гостиница была часто посещаема творческой интеллигенцией. В ней останавливались Фёдор Достоевский, Лев Толстой, Иван Бунин, Сергей Есенин, Константин Паустовский. Именно здесь писатель Андрей Белый впервые встретился со своей будущей женой Асей Тургеневой.
В переулке также находились многочисленные трактиры и дешёвые закусочные. От Лоскутного переулка к Тверской улице отходил короткий Обжорный переулок. Оба названия — Лоскутный и Обжорный — происходят от названия соответствующих рядов рынка (ср. Охотный ряд).

## История
В середине XIX века переулок делился на Большой (часть, примыкающая к Большой Никитской) и Малый (часть, примыкающая к Тверской) Лоскутный переулки. Во второй половине XIX века место примыкания переулка к Тверской улице было застроено (здесь появилась гостиница «Лоскутная»), и весь переулок стал именоваться сначала Тупым Лоскутным, а затем Лоскутным тупиком. В это время название Лоскутного носил очень короткий переулок, соединяющий Тупой Лоскутный переулок с Моховой улицей.

## Ликвидация переулка
В 1932 году начались работы по сносу домов по Лоскутному переулку со стороны Манежа. Это было вызвано строительством первой линии Московского метрополитена. На месте квартала были построены два тоннеля служебной соединительной ветви между нынешними Сокольнической и Филёвской линиями (до 1938 года — главные пути единой Кировской линии). Один из этих тоннелей был разобран в середине 90-х при строительстве торгового комплекса «Охотный ряд», второй работает до сих пор.
К 1935 году неразобранным оставался только небольшой квартал, непосредственно примыкающий к только что построенной гостинице «Москва». В 1938 году Лоскутный переулок окончательно перестал существовать, и вся его территория влилась во вновь созданную Манежную площадь.
В 1993 году, когда на Манежной площади начались работы по строительству торгового комплекса «Охотный Ряд», на всей территории начались археологические раскопки. Были найдены уникальные изделия, в том числе в сохранившейся подземной части дома купца Силина по бывшему Лоскутному переулку были обнаружены изразцы работы известного керамиста петровского времени.
В результате строительства торгового комплекса весь культурный слой под бывшим переулком был уничтожен.